# Franci Petek
Franci Petek (Radovljica, 20 luglio 1962) è un ex saltatore con gli sci sloveno.
Fino alla dissoluzione della Jugoslavia (1991) gareggiò per la nazionale jugoslava.

## Biografia
Originario di Lesce di Radovljica, in Coppa del Mondo esordì il 28 dicembre 1989 a Oberstdorf (18°) e ottenne l'unica vittoria, nonché primo podio, il 11 febbraio 1990 a Engelberg.
In carriera prese parte a due edizioni dei Giochi olimpici invernali, Albertville 1992 (21° nel trampolino normale, 8° nel trampolino lungo, 6° nella gara a squadre) e Lillehammer 1994 (38° nel trampolino lungo), a due dei Campionati mondiali, vincendo una medaglia, e a una dei Mondiali di volo, Vikersund 1990 (22°).

## Palmarès

### Mondiali
- 1 medaglia:
  - 1 oro (trampolino lungo a Val di Fiemme 1991)

### Mondiali juniores
- 2 medaglie:
  - 1 argento (gara a squadre a Vang/Hamar 1989)
  - 1 bronzo (gara a squadre a Štrbské Pleso 1990)

### Coppa del Mondo
- Miglior piazzamento in classifica generale: 11º nel 1991
- 5 podi (tutti individuali):
  - 1 vittoria
  - 2 secondi posti
  - 2 terzi posti

#### Coppa del Mondo - vittorie
| Data             | Località  | Nazione  | Trampolino                |
| ---------------- | --------- | -------- | ------------------------- |
| 11 febbraio 1990 | Engelberg | Svizzera | Gross-Titlis-Schanze K120 |

#### Torneo dei quattro trampolini
- 1 podio di tappa[1]:
  - 1 terzo posto